# Corno Grande
Il Corno Grande (2912 m s.l.m.) è una montagna italiana, sorge in Abruzzo nel territorio dei comuni di Pietracamela e Isola del Gran Sasso. 
Si tratta della più elevata cima del massiccio del Gran Sasso, degli Appennini e della penisola italiana (escluso, quindi, l'arco alpino) nonché il secondo rilievo d'Italia fuori dalle Alpi dopo l'Etna. 
Fu asceso per la prima volta nel 1573 da Francesco De Marchi.

## Geografia

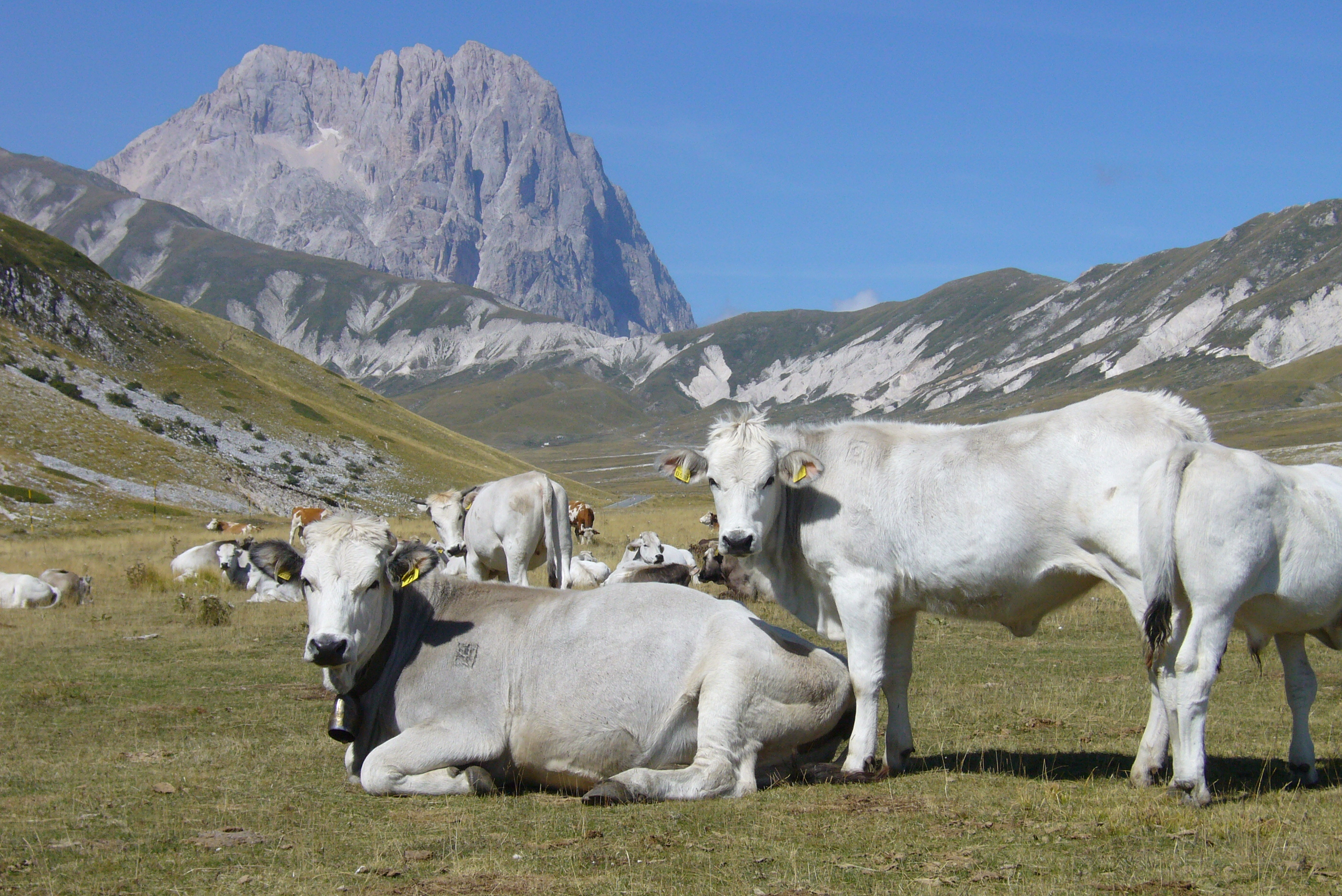
Corno Grande da Campo Imperatore

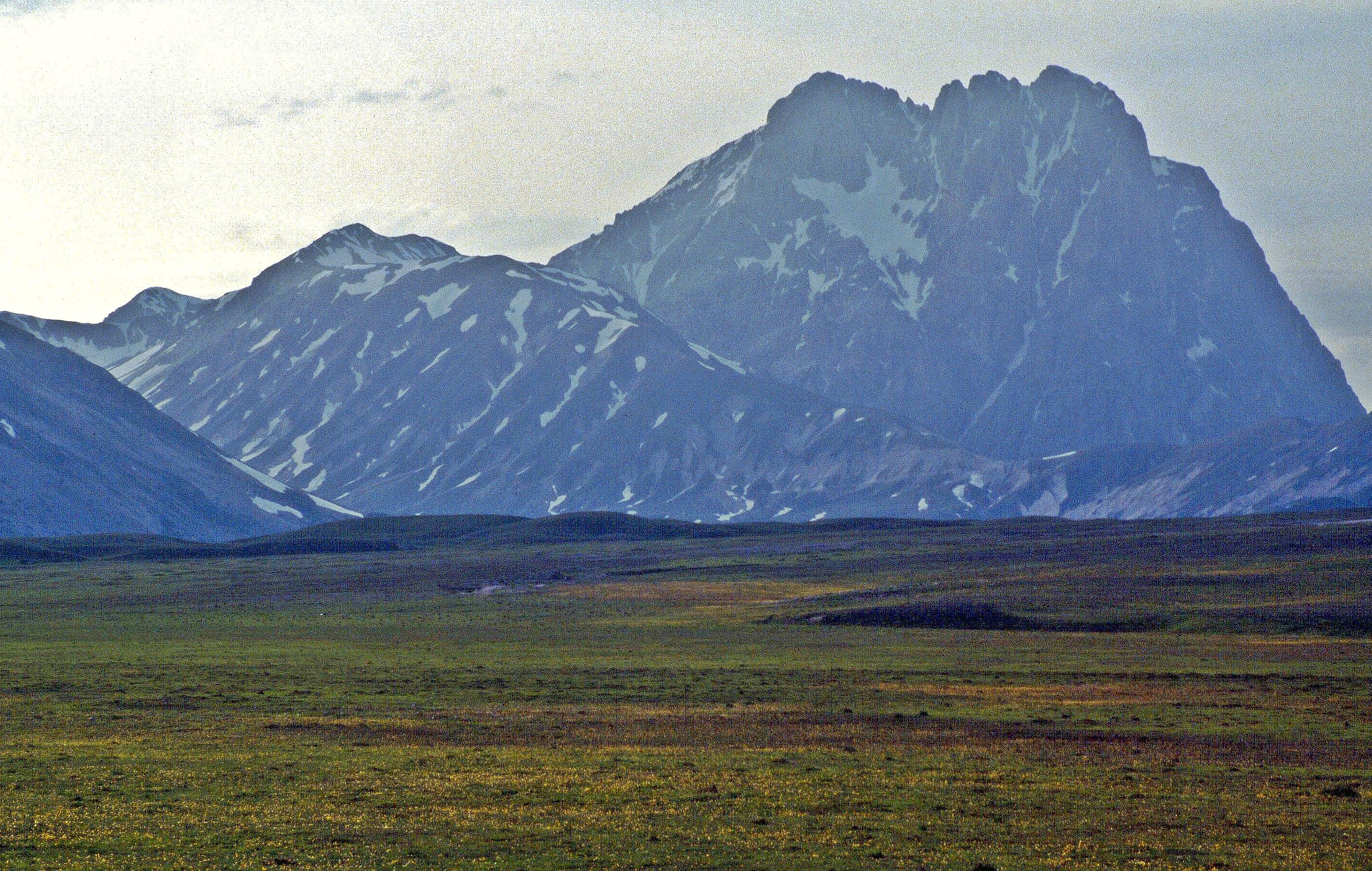
Corno Grande da Campo Imperatore in tarda primavera

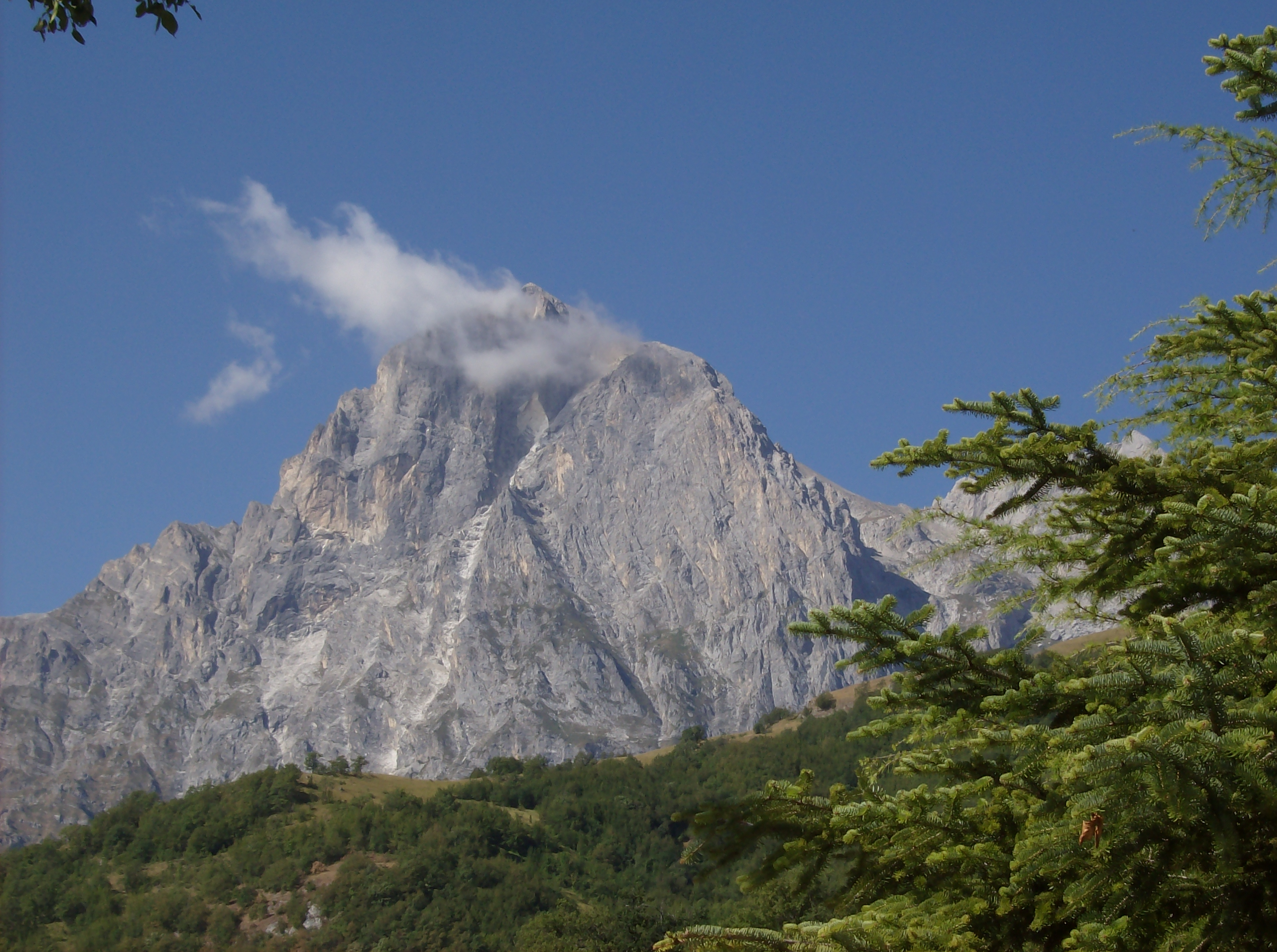
Corno Grande dal teramano

Di conformazione geomorfologica simile a quella dei gruppi alpini dolomitici, sia pur formato in buona parte da rocce calcaree, è composto da quattro vette o sottocime interamente comprese nella provincia di Teramo:
- la vetta occidentale è la più elevata, risultando la cima più alta degli Appennini continentali (2912 m);
- il Torrione Cambi è la meno elevata (2875 m);
- la Vetta Centrale (2893 m);
- la Vetta Orientale (2903 m).

La parete est della Vetta orientale (localmente conosciuta come "il Paretone") è aspra, rocciosa e incombe con un dislivello di circa 2000 m sulle dolci colline teramane. Sul versante settentrionale, a una quota compresa tra i 2650 m e i 2850 m si estende il ghiacciaio del Calderone, un tempo il ghiacciaio più meridionale d'Europa. Sul versante meridionale, a quota 2650 m circa, dal 1966 al 2024 vi è stato il Bivacco Andrea Bafile, poi rimosso perché pericolante; ai piedi del versante occidentale, in zona Campo Pericoli, è posto il Rifugio Garibaldi, mentre tra Corno Grande e Corno Piccolo nel Vallone delle Cornacchie è posto il Rifugio Carlo Franchetti.
Il 22 agosto 2006 nella parete nord-est (il paretone), a causa di normali processi erosivi, si è verificata una frana di grandi dimensioni (da 20 000 a 30000 m³ di roccia si sono distaccati dal quarto pilastro), senza conseguenze sull'incolumità pubblica.
La vista dalla cima spazia a 360° su tutte le altre cime del Gran Sasso d'Italia, su gran parte dell'Italia centrale, il mar Adriatico e gli altri grandi massicci e gruppi appenninici (Terminillo, Monti Sibillini, Monti della Laga, Maiella, Velino-Sirente, Monti Marsicani).

## Storia

### Prima ascesa
Nel XVI secolo Francesco De Marchi notò con interesse il Gran Sasso e, come racconta nella sua "Cronaca", dopo trent'anni di attesa compì la prima scalata della cima, alla veneranda età di 69 anni.
Accompagnato dal milanese Cesare Schiafinato e da Diomede dell'Aquila, nell'agosto del 1573 De Marchi si recò ad Assergi (Sercio) alla ricerca di qualche montanaro che avesse potuto fargli da guida. Individuò un cacciatore di camosci, Francesco Di Domenico, che aveva già scalato la cima e che si aggregò volentieri. Volle reclutare anche due fratelli, Simone e Giovampietro Di Giulio, e «a preghi e premi» li convinse a fargli da portatori. Così, il 19 agosto 1573, con non poco sforzo, in cinque ore e un quarto, fu raggiunta la cima del Corno Grande (che lui chiamava il Corno Monte): «mirand'all'intorno, pareva che io fussi in aria».

## Escursionismo e alpinismo
Oltre che per diverse vie alpinistiche su roccia, neve o ghiaccio, la Vetta Occidentale si raggiunge tramite differenti percorsi di difficoltà via via crescente:
- la via normale da sud, difficoltà EE/F, che parte da Campo Imperatore e risale il vasto brecciaio del versante nord-ovest;
- la via da nord, difficoltà EE/F, che parte dal Rifugio Franchetti nel Vallone delle Cornacchie e che una volta superata la Sella dei due Corni e il Passo del Cannone si ricongiunge alla normale;
- la Via della cresta-ovest, difficoltà F;
- la Direttissima, difficoltà F, facile salita alpinistica che risale i canali e le placche sopra il Sassone. Per la salita è necessario il caschetto visto l'affollamento e la facilità di distacco e caduta di massi e pietre.

La Vetta Centrale e quella Orientale sono invece raggiungibili tramite numerose vie di roccia che risalgono il Paretone e le pareti sovrastanti il ghiacciaio del Calderone. Per quanto riguarda le vie ferrate sul Corno Grande, sono percorribili la via ferrata Ricci che sale alla Vetta Orientale, difficoltà EEA (casco, imbraco e set da ferrata), e il sentiero attrezzato che raggiungeva un tempo il bivacco Andrea Bafile, difficoltà EEA. Esiste anche la via ferrata dei Ginepri che serve a raggiungere il versante del Corno Piccolo da Campo Imperatore, passando sotto il Corno Grande (sempre difficoltà EEA).

## Galleria d'immagini

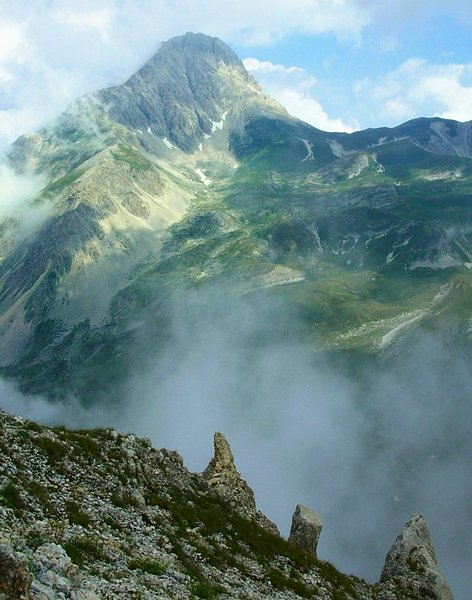
Corno Grande dalla Sella dei Grilli (Pizzo d'Intermesoli)
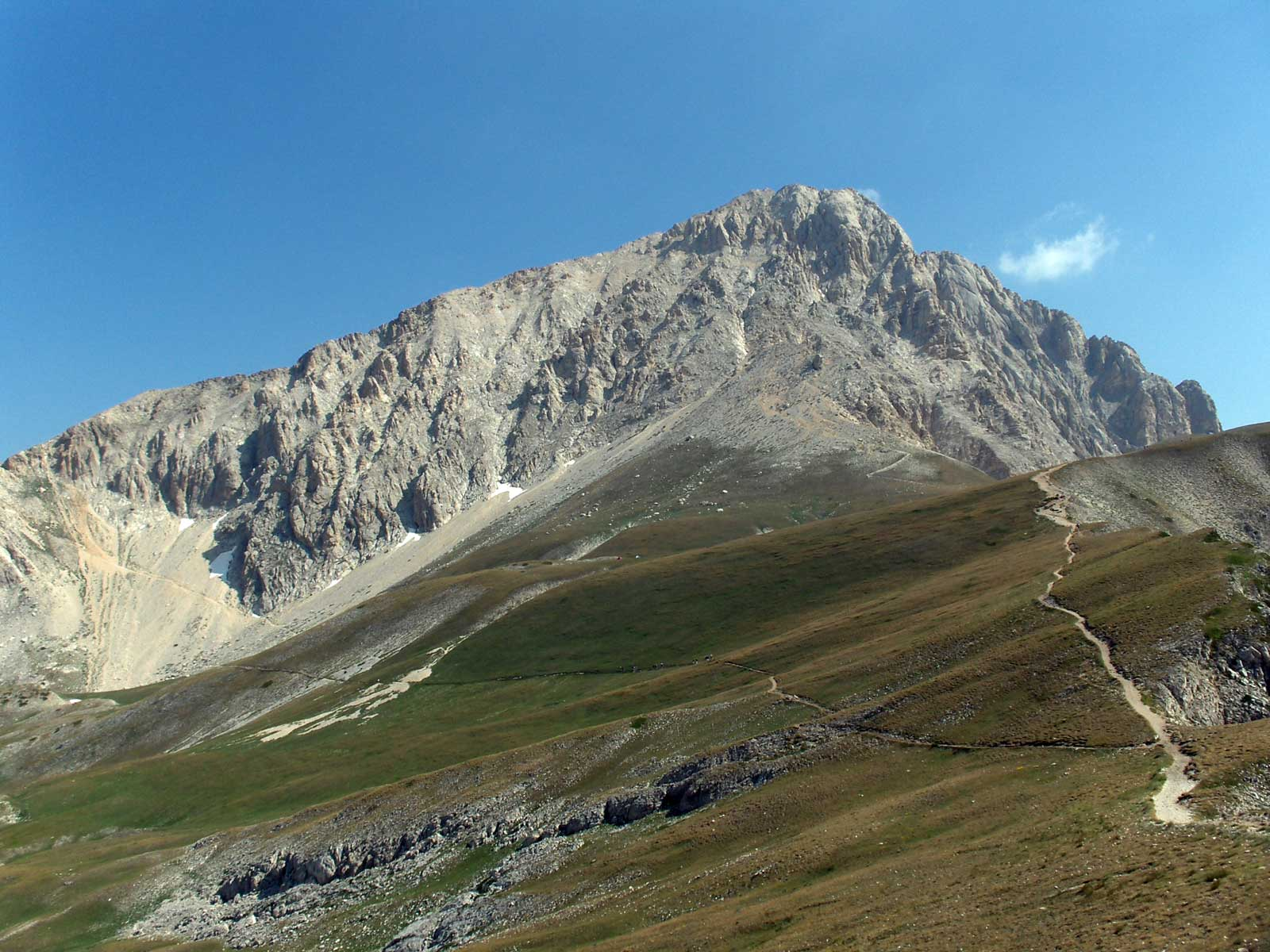
Corno Grande dalla Sella di Monte Aquila (cresta della Portella)
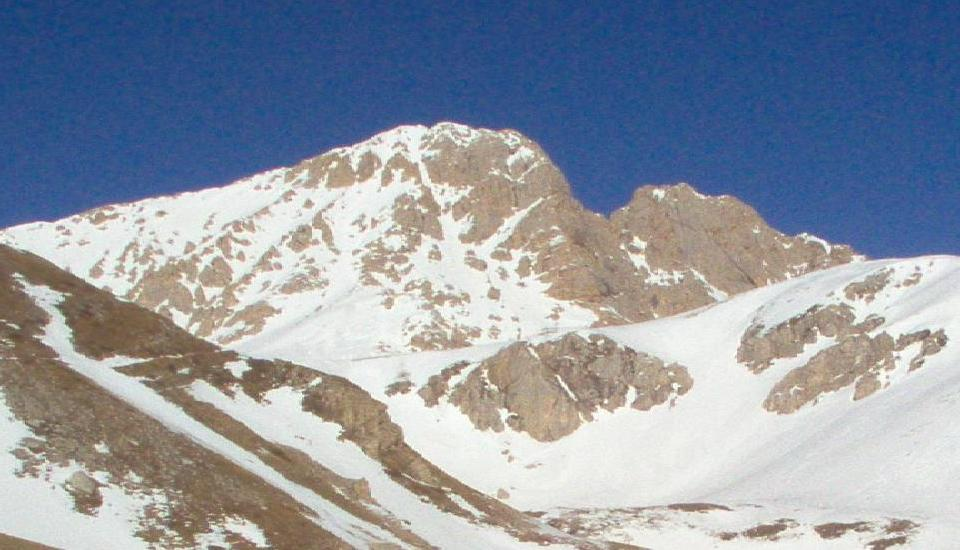
Corno Grande in primavera da Campo Pericoli
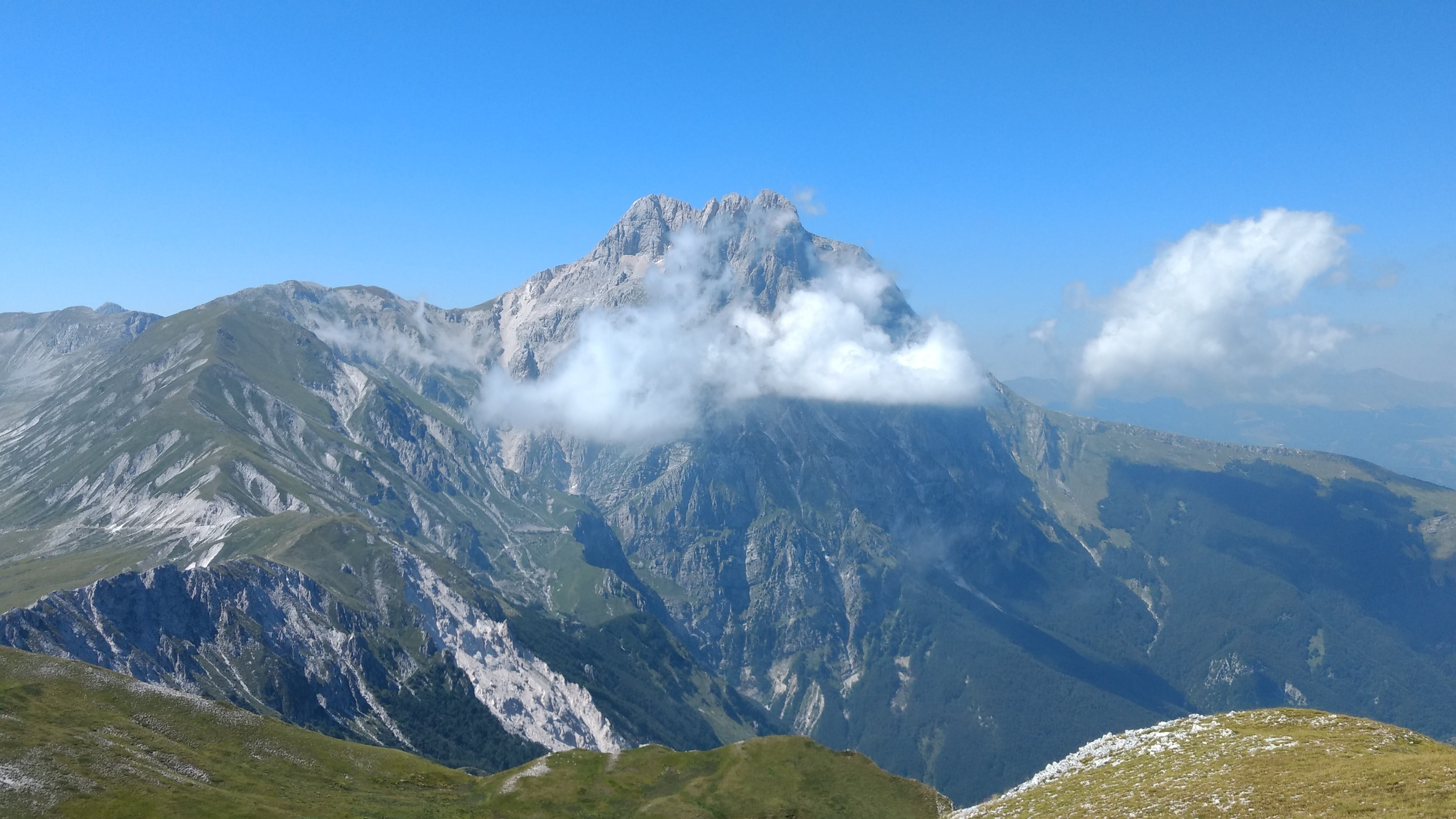
Corno Grande dal Monte Brancastello
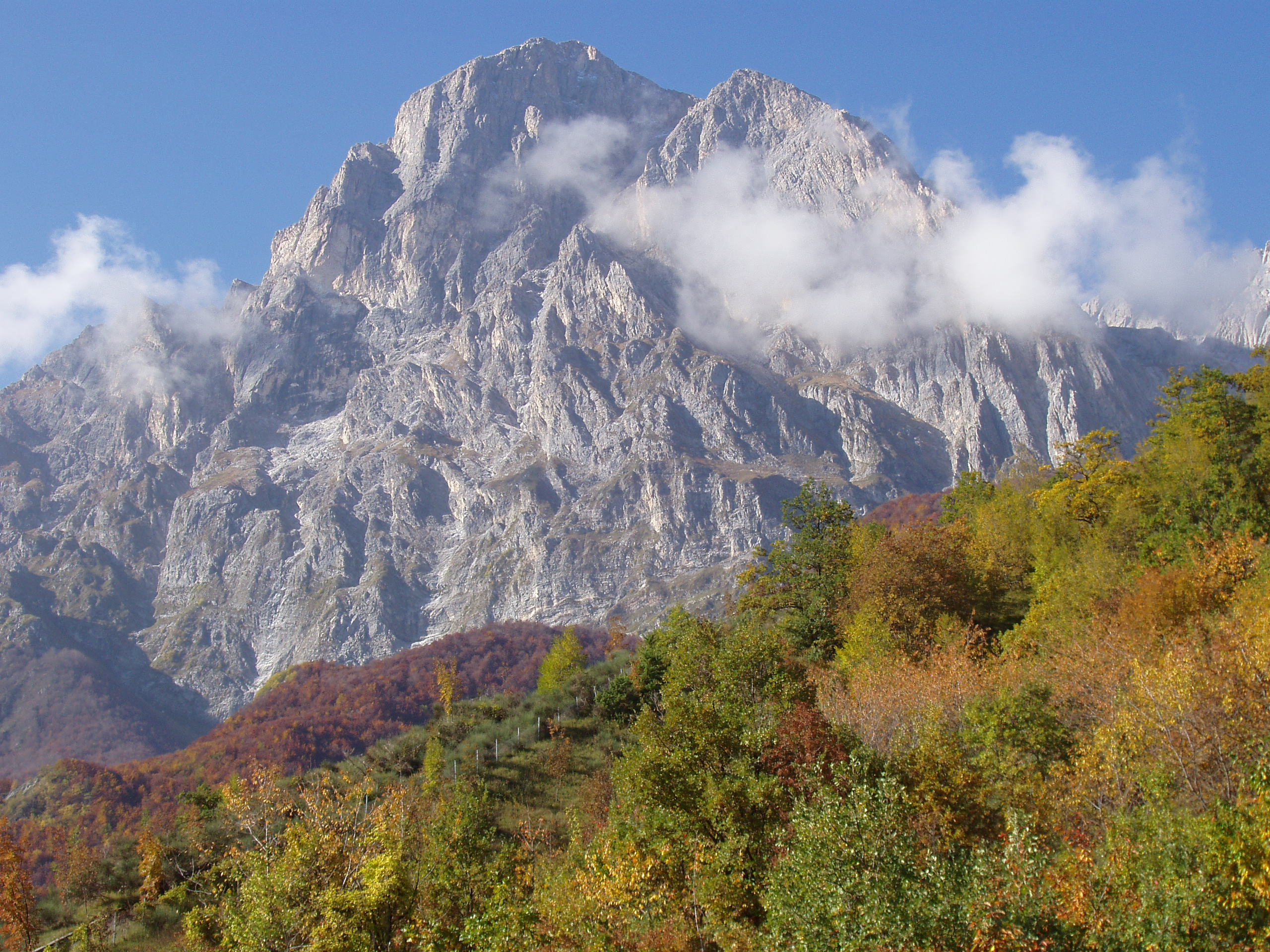
"Paretone" del Corno Grande
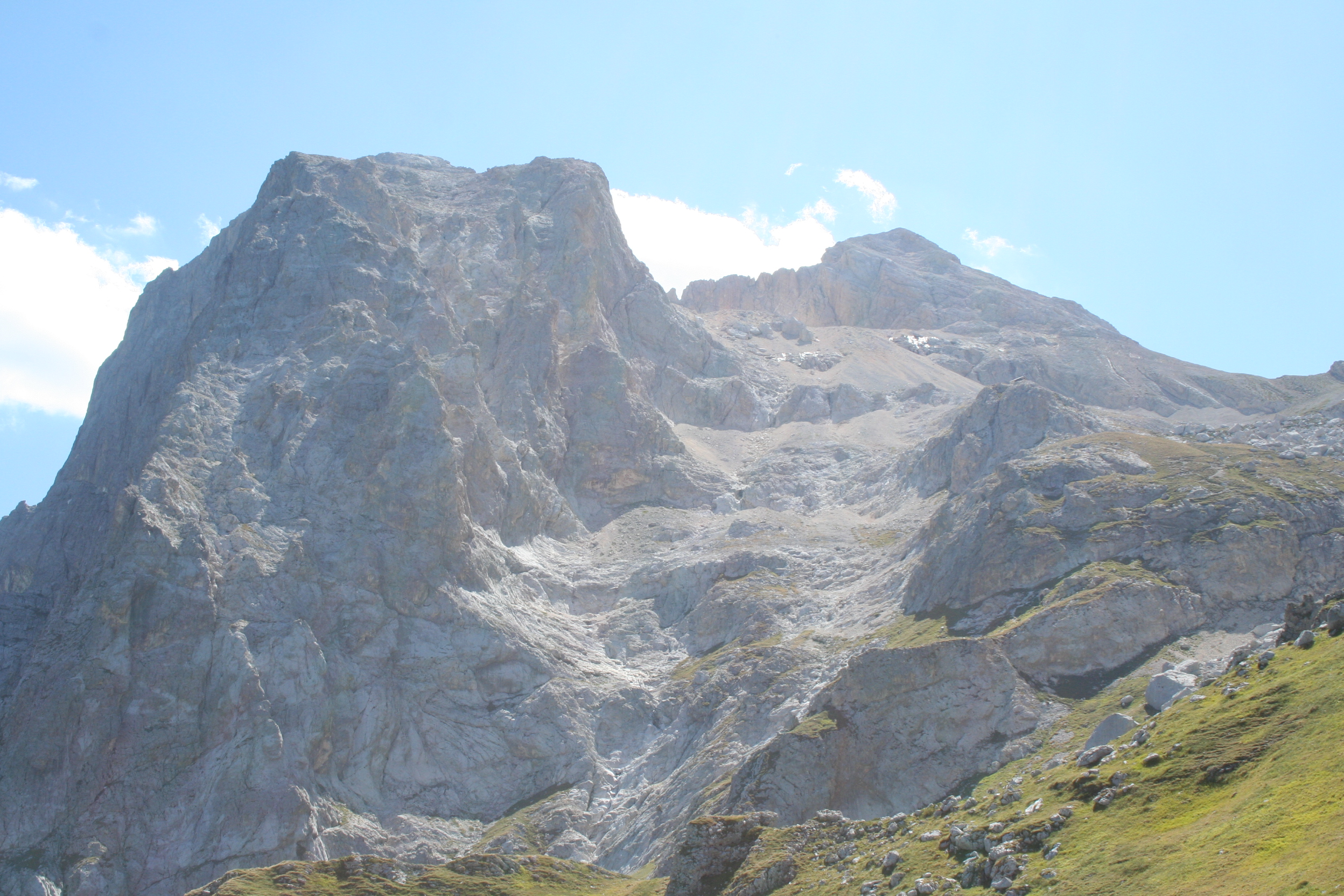
Corno Grande visto dall'Arapietra (Prati di Tivo)